# Ringkøbing
Ringkøbing este un oraș în Danemarca.